# Hayley Tullett
Hayley Tullett, född den 1 juli 1975 i Swansea som Hayley Parry, är en brittisk friidrottare som tävlar i medeldistanslöpning.
Tullett deltog vid Olympiska sommarspelen 2000 där hon var i final på 1 500 meter där hon slutade på en elfte plats. Under 2001 var hon i final på 3 000 meter vid inomhus VM men slutade där först åtta. Utomhus samma år misslyckades hon att ta sig till final på 1 500 vid VM i Edmonton.
Under 2002 blev hon silvermedalör vid Samväldesspelen på 1 500 meter. Samma år deltog hon även vid EM i München men blev utslagen redan i försöken på 1 500 meter. Bättre gick det vid VM 2003 då hon blev bronsmedaljör på 1 500 meter. 
Hon deltog även vid Olympiska sommarspelen 2004 då hon blev utslagen i semifinalen på 1 500 meter. Hennes senaste mästerskapsstart var vid Samväldesspelen 2006 då hon blev bronsmedaljör på 1 500 meter.

## Personliga rekord
- 1 500 meter - 3.59,95
- 3 000 meter - 8.45,39